# FeesMustFall
#FeesMustFall — протестний рух під керівництвом студентів, який розпочався в середині жовтня 2015 року в Південно-Африканській республіці. Цілі руху полягали в тому, щоб зупинити підвищення студентських зборів, а також збільшити державне фінансування університетів. Протести почалися в Університеті Вітвотерсранда і поширилися на університет Кейптауна та Родоського університету, а потім швидко розповсюдилися на інші університети по всій країні. Хоча спочатку протестний рух користувався значною підтримкою громадськості, він почав втрачати суспільні симпатії, коли протести почали переростати в насильницькі дії.
Протест 2015 року завершився, коли уряд Південної Африки оголосив, що не буде підвищення плати за навчання у 2016 році. Протест у 2016 році розпочався, коли міністр вищої освіти Південної Африки оголосив, що плата за навчання буде підвищена на 8 % у 2017 році; проте кожен навчальний заклад мав свободу вирішувати, на скільки підвищиться їхнє навчання. Станом на жовтень 2016 року за оцінками Департаменту освіти, загальна вартість майнової шкоди внаслідок протесту з 2015 року становила 600 мільйонів рупій (еквівалент 44,25 мільйона доларів США).[9]

## Передумови
Протести відбулися після триденного блокування студентами кампусу Університету Вітвотерсранда за тиждень до того, як університет оголосив, що в наступному році плата зросте на 10,5 %, попри рівень інфляції лише близько 6 % за той же рік. Фінансовий директор університету заявив, що причиною високого підвищення плати стало:
1. Обмінний курс ранда до долара впав приблизно на 22 %, що призвело до суттєвого збільшення суми грошей, які ми платимо за всі бібліотечні книги, журнали, електронні ресурси, дослідницьке обладнання, які закуповуються в доларах та євро.
2. Підвищення заробітної плати для науковців встановлюється на рівні 7 % на основі трирічного циклу, і це підвищення необхідно для того, щоб ми зберегли найкращі інтелектуальні уми в країні.
3. Загальна інфляція коливається на рівні близько 6 %, що впливає на всі інші витрати, які має покривати університет.
4. Комунальні послуги зростають темпами, значно вищими за рівень інфляції.
Хоча в центрі уваги протестів було підвищення плати, фоном для протестів стали низка факторів від відсутності фінансування для навчання в університетах бідніших студентів, високих доходів керівників університетів, реального зниження державного фінансування вищої освіти, відсутності соціальних трансформацій, до ширших питань соціально-економічної та расової нерівності.
Віце-канцлер Університету Вітвотерсранда Адам Хабіб підрахував, що якщо уряд зможе надати додаткові 8 мільярдів рупій на рік, «це покриє плату за навчання кожного студента в кожному університеті країни». Південна Африка витрачає 0,75 % свого ВВП на вищу освіту, що менше, ніж у середньому по Африці чи світу.
Рухи були започатковані та очолювані лідером студентської представницької комісії (СПК) Університету Вітватерсранда 2015 року Шаїра Калла. 2 жовтня Калла відвідала своє останнє засідання ради як президент СПК, її супроводжує Номпендуло як спостерігач, який збирається стати майбутнім президентом СПК у 2016 році.

## Розвиток подій 2015 рік

### 12–19 жовтня
Студенти Університету Вітватерсранда почали протестувати 14 жовтня 2015 року у відповідь на оголошення університету про підвищення плати на 10,5 %. Це призвело до того, що студенти та деякі співробітники заблокували університет.17 жовтня університет погодився призупинити підвищення плати та переглянути його, а також не застосовувати дисциплінарні заходи проти студентів або співробітників, які взяли участь у протесті.
У неділю, 18 жовтня, у Facebook почали циркулювати повідомлення про можливе повне закриття кампусу університету Родосу.

### 19 жовтня
До понеділка, 19 жовтня, почалися нові переговори між студентами та університетом. Того ж дня подібні протести поширилися на університет Кейптауна та Родоський університет. Того ж дня керівництво Кейптаунського університету, яке оголосило про підвищення плати на 10,3 % за тиждень до цього, подало заяву та отримало заборону суду, щоб запобігти протестам в університеті. Студенти почали блокувати доступ транспортних засобів, розставляючи каміння, сміттєзбірники та лавки на дорогах, що ведуть до кампуса.
Студенти пішли вперед і під керівництвом руху Rhodes Must Fall зайняли адміністративну будівлю університету. Для примусового виселення протестувальників було викликано ОМОН, а пізно вночі було заарештовано понад 25 студентів. За повідомленнями, більше тисячі студентів зібралися біля поліцейської дільниці Рондебоша і провели цілу ніч, закликаючи звільнити затриманих.
Повідомляється, що студенти Університету Родоса почали загороджуватися в університеті та силою заважати іншим входити до кампуса. Як повідомляється, студенти Університету Преторії ініціювали плани закриття трьох кампусів цього університету на середу, 21 жовтня.

### 20 жовтня
У вівторок, 20 жовтня, студенти зібралися в університеті Кейптауна і пішли до місцевої поліції, щоб вимагати звільнення студентів, заарештованих минулої ночі. Студенти Технологічного університету Капського півострова почали протестувати та заблокували кампус. В університеті Форт-Хер студенти також почали протести та закрили кампус. Вони відмовилися розійтися або писати іспити, доки керівництво університету не розбереться з проблемами підвищення плати та проблемами корупції. Студенти Університету Стелленбоша передали керівництву університету меморандум зі скаргами, в якому були викладені їхні вимоги, тоді як студенти Університету Родоса продовжували свої протести. В Університеті Вітватерсранда студенти відхилили запропонований університетом компроміс щодо обмеження збільшення плати на 6 % і натомість вимагали не підвищувати плату взагалі.

### 21 жовтня
У середу, 21 жовтня 2015 року, студенти університету Кейптауна, а також Технологічного університету Кейпського півострова сформували натовп із близько 5000 протестувальників, які провели марш до парламенту Південної Африки, який збігся із засіданням Національної асамблеї — з обома присутніми міністром вищої освіти Блейд Нзіманде та президентом Джейкобом Зума, який був на сесії, щоб заслухати середньостроковий бюджет. Після звернення міністр фінансів Нзіманде спробував звернутися до натовпу, але його неодноразово освистали, поки президент Зума виходив з будівлі парламенту з бічного виходу. Іншим парламентаріям спікер палати порадив перечекати протести у своїх кабінетах.
Протестувальники прорвалися через ворота парламентської дільниці та почали влаштовувати сидячу акцію протесту, але незабаром прибув ОМОН, щоб розігнати їх за допомогою світлошумових гранат, електрошокерів, кольорового газу, щитів та кийок. Після того, як ОМОН очистив дільницю від протестувальників і зачинив ворота, поліція попередила протестувальників, що вони порушують національний закон про ключові моменти, і якщо вони не розійдуться протягом 15 хвилин, їх заарештують. Протестувальники не пішли, а поліція пішла вперед і затримала кількох із них. Стверджувалося, що протестувальники, яких поліція назвала особливими порушниками спокою, були заарештовані. Присутність ОМОНу була поставлена під сумнів у пресі.
У той же день в університеті Стелленбоша відбулися масові збори, щоб протестували проти підвищення плати.
Акція протесту також розпочалася в Метрополітен-університеті Нельсона Мандели в Порт-Елізабеті, коли студенти перекрили головні дороги до кампусів Саммерстранд. Відбулася щонайменше одна сварка з поліцією. Були використані сльозогінний газ та гумові кулі, щоб відштовхнути студентів назад до кампусу.

### 22 жовтня
Йоганнесбурзький університет пережив протести, під час яких сталася сварка між студентами та приватними охоронцями. Студенти Університету Форт-Хейра запалили багаття біля входу в університет і погромили офіси охорони кампусу. У Йоганнесбурзі студенти пройшли маршем до штаб-квартири правлячого Африканського національного конгресу (ANC) у Luthuli House, де студенти передали меморандум генеральному секретарю ANC Гведе Манташе. У Кейптауні тривали протести, коли студенти збиралися в центральному магістратському суді, щоб стати свідками того, як 29 студентів, заарештованих під час протестів біля парламенту напередодні, були присутні в суді.
Незважаючи на запевнення керівництва НММУ, що заняття відновляться 22 жовтня 2015 року, протестувальники продовжили дії. Це включало зрив деяких класів, які намагалися відвідувати співробітники та студенти. Зустріч мала відбутися на стадіоні в кампусі, але студенти не прийшли на неї, частково через чутки в соціальних мережах, що на стадіоні була велика кількість поліції. Потім студенти наполягали на тому, щоб віце-канцлер зустрівся з ними там, де вони зібралися, що він відмовився зробити, посилаючись на проблеми безпеки великої кількості людей у цьому місці. Після зустрічі студенти заблокували автомобільний доступ до кампусу, що тривало приблизно до 18:00, затримавши деяких співробітників і студентів у кампусі.

### 23 жовтня
У Сполученому Королівстві група з близько 200 студентів зібралася на Трафальгарській площі перед Південно-Африканським будинком, щоб показати підтримку протестуючим студентам у Південній Африці. Щоденна газета Кейптауна, Cape Argus, запросила студентів-співредакторів редагувати щоденне видання газети. Статті були написані, замовлені та відредаговані студентами, які беруть участь у протесті #FeesMustFall.
Заняття в NMMU були скасовані і протестувальники продовжували блокувати вхід до кампусу. За цим послідував мирний рух до іншого кампусу (2-а авеню).
Протягом ранку віце-канцлери університетів та представники студентів зустрілися з президентом Джейкобом Зумою в Преторії, щоб обговорити шлях розвитку. Поки вони зустрічалися, велика група протестуючих студентів зібралася біля Будинку Союзу, щоб чекати відповіді Зуми. Невелика група вчинила насильство, підпаливши переносний унітаз та зламавши паркани. Поліція у відповідь застосувала сльозогінний газ, шумові гранати та гумові кулі. Самі студенти закликали до дисципліни, підкреслюючи, що це мирний протест.
Невдовзі після 15:00 президент Зума оголосив із Будинку Союзу, що не буде збільшення плати за навчання в університетах у 2016 році. Хоча це була велика перемога протесту, протестувальники були засмучені тим, що президент вирішив не звертатися до них безпосередньо. Кілька студентів намагалися штурмувати Будинок Созюзу, вимагаючи звернутися до Зуми. Правоохоронці відреагували силою, застосувавши гумові кулі. Після того, як їх вигнали з Будинку Союзу, студенти продовжували протестувати на вулицях.
Одним із наслідків руху #FeesMustFall стало створення Комісії з розслідування вищої освіти та навчання. Президентом Джейкобом Зумою розпочато розслідування комісії в січні 2016 року, метою якого було повідомити про доцільність надання безкоштовної вищої освіти.

## Збитки
Департамент вищої освіти та підготовки Південної Африки оцінив збитки, завдані університетам під час протестів #FeesMustFall 2015 року, до 300 302 848,58 рупій, причому кампус Північно-Західного університету Махікенг зазнав найбільшої шкоди на рівні 151 мільйона рупій через заворушення, під час яких будівля була підпалена, студентів обстріляли гумовими кулями, а університет закрився на місяць.

## Відродження 2016 року та #FeesMustFall2016
У середині серпня 2016 року міністр вищої освіти мав оголосити структуру плати за 2017 навчальний рік. Це призвело до відродження кампанії під хештегом #FeesMustFall2016.

### Серпень

#### 10 серпня
На чолі з шановним суддею Джонатаном Артуром Хехером, колишнім суддею Верховного апеляційного суду, комісія зі зборів розпочала перше засідання. Вона включала подання та свідчення представників студентів та профспілок.

#### 12 серпня
Рада з вищої освіти прийшла до висновку, що підвищення плати на 0 % було б нестійким, і рекомендувала підвищення плати з причин інфляції для університетів Південної Африки в 2017 році.

##### 14 серпня
У соцмережах звучали заклики до студентів закрити університети 15 серпня. Вони нібито надійшли від Південноафриканського союзу студентів.
Пізніше в той же день міністр вищої освіти Блейд Нзіманде закликав до спокою, заявивши, що рішення щодо оплати (поки що) не прийнято. Тим часом генеральний секретар АНК Гведе Манташе підтвердив переважну політику Національного виконавчого комітету щодо відсутності підвищення плати в південноафриканських університетах.

#### 15 серпня
Протести в Університеті Квазулу-Натала та Технологічному університеті Мангосутху проти передбачуваного підвищення плати призвели до призупинення академічних програм у цих університетах. Очікуючи протести, до деяких інших університетів направили поліцію. Блейд Нзіманде повторив, що рішення щодо плати за 2017 рік не прийнято.

#### 20 серпня
Протести спалахнули в кампусі iBika Університету Уолтера Сісулу в Баттерворті та кампусі Нельсона Мандели Драйв у Мтатті. Сотні студентів заблокували N2 в обох містах і, як повідомляється, кидали каміння в транспортні засоби. Поліція в Мтаті відповіла сльозогінним газом, і кілька студентів були заарештовані в Баттерворті.
Президент Південної Африки Джейкоб Зума доручає міністру фінансів Правіну Гордану «знайти гроші», щоб забезпечити нульове зростання у 2017 році. Це сталося, незважаючи на попередження Національного казначейства про те, що це неможливо, і попередню позицію Нзіманде про те, що університетам потрібно принаймні 6 % збільшення, щоб уникнути «колапсу». Студенти провели техніко-економічне обґрунтування з незалежним джерелом, і було виявлено, що корупція втрачала 60 мільярдів рупій на рік і що безкоштовне навчання за тим же стандартом, що й платне (обладнання, лекції тощо), буде коштувати лише 45 мільярдів рупій на рік.

#### 23 серпня
Під час протестів в університеті Вітвотерсранда в результаті нападу астми помер прибиральник. У Ювілейній залі університетського містечка використали вогнегасник. Прибиральника відвезли до лікарні, надали допомогу та відпустили. Після виписки з лікарні працівник помер.

#### 25 серпня
Повідомляється, що Правін Гордан сказав, що якщо вдасться подолати корупцію, Південна Африка могла б дозволити собі оплачувати університетські збори для студентів із бідних сімей. Це сталося невдовзі після того, як ректор Університету вільного штату Джонатан Янсен заявив на прес-конференції, що він вважає, що для південноафриканських університетів немає надії.

#### 6 вересня
Група студентів зірвала слухання комісії з зборів і не дозволила проректору Кейптаунського університету (UCT) Максу Прайсу залишити місце проведення. Протестувальники в Університеті Квазулу-Натал спалили юридичну бібліотеку в коледжі Говарда в Дурбані, включаючи деякі рідкісні ранні тексти римсько-голландського права.

### 19 вересня
Університет Кейптауна призупинив свій академічний проект в очікуванні оголошення про ситуацію зі зборами міністра Нзіманде.
Об 11 ранку Блейд Нзіманде оголосив, що плата за навчання в університетах зросте в 2017 році, але підвищення буде обмежено на 8 %. Він наголосив, що остаточні рішення щодо оплати будуть приймати ради університетів. Однак далі він сказав, що уряд все ще співпрацює із зацікавленими сторонами, щоб знайти спосіб надати фінансову допомогу студентам з річним сімейним доходом нижче 600 000 рупій.
Студенти Університету Вітватерсранда негайно мобілізувалися, щоб закрити свій кампус, заблокувавши входи. Протестувальники стверджували, що всі протести будуть мирними; однак вони застосували насильство, коли важко озброєні міліціонери категорично відмовили у вході до Великої зали. Бетонні об'єкти були знищені, а в охоронців, які захищали зал, кидали шматки бетону. Студенти вимагали «безкоштовної деколонізованої освіти для чорношкірих». За цим нібито послідували студенти Університету Вільного Стейту та Університету Преторії.

### Жовтень
10 жовтня студенти Університету Вітватерсранданамагалися зібратися у Великому залі, на території кампусу. Студенів не допустили до зали приватні охоронці. Незабаром їх замінили південноафриканські поліцейські сили. Щоб розігнати мітингувальників, поліцейські стріляли гумовими кулями, шумовими та димовими гранатами. Двоє студентів отримали поранення, 11 затримано поліцією (зафіксовано приблизно об 11:00). У другій половині дня студенти почали кидати каміння. Один автобус нібито спалили студенти, але доказів не знайшли. Студенти Університету Преторії збирали каміння і клали їх у смітники на знак миру.
19 жовтня двоє охоронців нібито зазнали нападу на кампусі Кейптаунського університету під час протесту, що підтверджувалося відеодоказами, опублікованими рядом новинних сайтів. Охоронців нібито били сталевими прутами, заклеєними скотчем, а також їх власними кийками, а в іншому інциденті на голову охоронця нібито кинули камінь, що призвело до госпіталізації охоронця. 25 жовтня протестувальники імовірно підпалили автомобілі в університеті Кейптауна. Пізніше того ж року протестувальники зірвали щорічні загальні збори Університету Кейптауна, під час яких власники продуктових кіосків університету стверджували, що протестувальники погрожували їм насильством під час протестів.

### Реакції
Протести 2016 року призвели до того, що рух втратив силу через імовірний саботаж з боку PYA (альянсу провідної партії, АНК) та внутрішніх розбіжностей. У відповідь на протести уряд Південної Африки збільшив суму, передбачену для вищої освіти, на 17 мільярдів рупій протягом 3 років і заявив, що державні субсидії університетам зростатимуть на 10,9 % на рік. Протести також посилили використання змішаного навчання південноафриканськими університетами, щоб допомогти студентам, які не протестують, закінчити свої курси. 7 грудня Університет Вітсвотерсранда оголосив, що підвищить вартість навчання на 8 %.

## Поліцейські дії
Поліція застосувала шумові гранати, гумові кулі, сльозогінний газ і водомети, щоб розігнати студентів на східній стороні кампусу. Хоча студенти зберігали спокій протягом трьох днів протесту 2016 року, студенти відреагували на дії поліції і почали кидати в поліцію каміння. Артур Мухамелва, який був частиною команди логістики, яка відповідала за пересування, був одним із тих, кого поліція в 2016 році возила по дорогах, допитуючи його про рух та місцеперебування інших студентських лідерів, таких як Шаїра Калла, Макебо Дламіні, Коена Рамагаяна. і Фасіха Хасан. Лідери #Feesmustfall (як у 2015, так і в 2016) були розстріляні гумовими кулями, і, зокрема, президент SRC у 2015 році, Шаїра Калла, була розстріляна гумовими кулями з близької відстані, коли вона повернулася спиною до поліції на передовій протестів. Протягом цього загостреного періоду жорстокості щодо студентів поліція спростовувала ці звинувачення щодо нападу на студентських лідерів. Речник південноафриканської поліції заявив, що поліції нагадали про «максимальну стриманість і дії в межах закону».
18 жовтня 2016 року студенти, які протестували в Університеті Вітватерсранда, заявили, що поліцейські націлені на лідерів, щоб послабити рух. Там нібито заявляли про те, що студентів викрали, знущалися, а потім скидали в Лімпопо. Студент Wits Артур Мухамелва був заарештований поліцією в неділю. Поліція тримала його годинами, а студентські лідери шукали його в поліцейських дільницях Хілброу, Джеппе та Клівленда. Студентська представницька рада (SRC) запустила #WhereIsArthur у Facebook. Артур зрозумів, що йому загрожує небезпека, він надрукував SMS-повідомлення, яке побачила газета Daily Maverick: «Щось тут не так, я все ще перебуваю в поліцейському кванті, що рухається, повз дошку з написом „Бела Бела та Полокване“ та дошку з письмовим словом „Ласкаво просимо до Лімпопо“.» Це було незадовго до 20:00 у неділю ввечері. Поліція роздягла Артура догола, а також катувала його. Потім покинула його біля річки в Тохоянду, Лімпопо. Це та багато інших звинувачень були висунуті студентами та студентськими лідерами, які були непохитні, щодо того що поліція націлена на лідерів і залякувала їх, щоб заспокоїти протести. Поліція спростувала всі звинувачення.
Жорстокість була великою темою для дебатів, оскільки широка громадськість або стверджувала, що студенти були винні через їх неспровоковане насильство, таким чином, надавши поліції повноваження до застосування сили, або поліція була винна, очевидно, застосувавши силу, коли її не спровокували студенти, що призвело до студентського насильства та руйнування.

## Студентське насильство
Під час протестів були зафіксовані імовірні випадки насильства студентів щодо охоронців: охоронців нібито побили та інцидент, коли студент нібито кинув камінь у голову охоронця, що призвело до госпіталізації.
Працівник Університету Вітватерсранда помер під час протестів через напад астми в результаті запуску вогнегасника на території кампусу. Зафіксовано випадки залякування персоналу та студентів, які не беруть участі в акції протесту.

## Спадщина
Початковий вплив протестів полягав у тому, щоб запобігти будь-якому підвищенню плати за навчання в університетах у 2016 році. Результатом протестів стало гарантування національним урядом безкоштовної вищої освіти для студентів, що призвело до створення у 2018 році національної схеми стипендій для бідних студентів та студентів, що працюють, на загальну суму 12,4 мільярда рупій у 2018 році, а бюджет на стипендію, як очікується, збільшиться до 24,3 мільярдів рупій у 2020 році. Дослідження, проведене Центром вивчення насильства та примирення, прийшло до висновку, що деколонізаційний фокус протестів 2016 року був менш успішним, ніж протести 2015 року; однак дослідження приходить до висновку, що протести дійсно привернули увагу громадськості до теми деколонізації навчальних закладів та відчуження чорношкірих студентів і співробітників від університетського життя.
За оцінками освітній інфраструктурі було завдано збитків близько 800 мільйонів рупій унаслідок протестів. Члени сім'ї професора Університету Кейптауна Бонгані Майосі заявили, що «жорстокий характер студенської залученості» під час протестів призвів до погіршення психічного здоров'я Майосі, що призвело до його самогубства у 2018 році.
Протести разом із рухом #Rhodesmustfall піддавався критиці з боку Інституту расових відносин за руйнування свободи слова в університетах Південної Африки, пропаганду нетерпимості до альтернативних точок зору, при цьому активісти, що виступають за FeesMustFall, вживають різноманітних заходів: від викрикувань до тих, хто їх не підтримує, до залякування та насильства.
Ряд людей, причетних до протестів #feesmustfall (зокрема, Наледі Чірва, Вуяні Памбо, Пітер Кітсе і Далі Мпофу) були зареєстровані як представники партії Борців за економічну свободу на загальних виборах у Південній Африці 2019 року.
Фільм 2019 року «Все повинно впасти» документує протести FeesMustFall 2016 року.